# Bernardo Vital
Bernardo Maria Morais Cardoso Vital (ur. 29 grudnia 2000 w Cascais) – portugalski piłkarz występujący na pozycji obrońcy w polskim klubie Jagiellonia Białystok.

## Kariera klubowa
Bernardo Vital – urodzony w Cascais – dołączył do akademii GD Estoril Praia w wieku 14 lat. Zadebiutował w seniorskiej drużynie 20 września 2020 w meczu drugiej ligi portugalskiej przeciwko Académice Coimbra. W sezonie 2020/21 rozegrał łącznie cztery mecze i świętował awans do Primeira Ligi z pierwszego miejsca w tabeli.
Swój pierwszy mecz w najwyższej klasie rozgrywkowej rozegrał 7 sierpnia 2021 w wygranym 2:0 spotkaniu z FC Arouca. W grudniu 2021 roku przedłużył kontrakt z klubem do 2025 roku. 27 lutego 2022 zdobył pierwszą bramkę w Primeira Lidze w meczu z Boavista FC, przegranym 2:3. Łącznie rozegrał 94 mecze i strzelił 3 bramki.
13 sierpnia 2024 podpisał dwuletnią umowę z hiszpańskim drugoligowcem Realem Saragossa. 3 lipca 2025 został zawodnikiem polskiego klubu Jagiellonia Białystok. Podpisał kontrakt na 2 lata z opcją przedłużenia o kolejne 2 sezony.

## Kariera reprezentacyjna
24 września 2022 Vital zadebiutował w reprezentacji Portugalii U-21 w meczu towarzyskim przeciwko Gruzji (4:1), rozgrywając drugą połowę.

## Statystyki kariery
Klubowe
Aktualne na dzień 9 lipca 2025
| Klub                  | Sezon             | Liga              | Liga  | Liga | Puchar kraju | Puchar kraju | Puchar ligi | Puchar ligi | Kontynentalne | Kontynentalne | Inne  | Inne | Razem | Razem |
| Klub                  | Sezon             | Liga              | Mecze | Gole | Mecze        | Gole         | Mecze       | Gole        | Mecze         | Gole          | Mecze | Gole | Mecze | Gole  |
| --------------------- | ----------------- | ----------------- | ----- | ---- | ------------ | ------------ | ----------- | ----------- | ------------- | ------------- | ----- | ---- | ----- | ----- |
| Estoril Praia         | 2020/2021         | Liga Portugal 2   | 4     | 0    | 2            | 0            | —           | —           | —             | —             | —     | —    | 6     | 0     |
| Estoril Praia         | 2021/2022         | Primeira Liga     | 17    | 1    | 0            | 0            | 2           | 0           | —             | —             | —     | —    | 19    | 1     |
| Estoril Praia         | 2022/2023         | Primeira Liga     | 26    | 0    | 2            | 0            | 2           | 0           | —             | —             | —     | —    | 30    | 0     |
| Estoril Praia         | 2023/2024         | Primeira Liga     | 29    | 1    | 3            | 1            | 6           | 0           | —             | —             | —     | —    | 38    | 2     |
| Estoril Praia         | 2024/2025         | Primeira Liga     | 1     | 0    | —            | —            | —           | —           | —             | —             | —     | —    | 1     | 0     |
| Estoril Praia         | Ogółem            | Ogółem            | 77    | 2    | 7            | 1            | 10          | 0           | 0             | 0             | 0     | 0    | 94    | 3     |
| Real Saragossa        | 2024/2025         | Segunda División  | 33    | 0    | 2            | 0            | —           | —           | —             | —             | —     | —    | 35    | 0     |
| Jagiellonia Białystok | 2025/2026         | Ekstraklasa       | 0     | 0    | 0            | 0            | —           | —           | 0             | 0             | 0     | 0    | 0     | 0     |
| Ogółem w karierze     | Ogółem w karierze | Ogółem w karierze | 110   | 2    | 9            | 1            | 10          | 0           | 0             | 0             | 0     | 0    | 129   | 3     |

## Sukcesy
GD Estoril Praia U-23
- mistrzostwo Portugalii: 2020/21, 2021/22